# シャウル・チェルニホフスキー
シャウル・チェルニホフスキー（ヘブライ語: שאול טשרניחובסקי,ロシア語: Саул Черниховский,Shaul Tchernichovsky, 1875年8月20日　クリミア半島・ムィハーイリウカ - 1943年10月14日 エルサレム）はヘブライ語詩人・作家であり訳者。
1899年から1906年にかけて、ドイツ帝国のルプレヒト・カール大学ハイデルベルクで医学を学び、卒業してからウクライナに帰った。
1931年イスラエルの地に帰還した。
2011年より発行されているイスラエル銀行の50新シェケル札の肖像になることが決定された。